# کارما (ترانه تیلور سوئیفت)
«کارما» (انگلیسی: Karma) ترانه‌ای از خواننده-ترانه‌سرای آمریکایی تیلور سوئیفت است که در دهمین آلبوم استودیویی او، نیمه‌شب‌ها (۲۰۲۲) قرار دارد. سوئیفت این ترانه را به‌همراه جک آنتونوف، سنویو، کیانو بیتس و جهان سویت نوشت و تهیه‌کنندگی کرد. ریپابلیک رکوردز این ترانه را در ۱ مهٔ ۲۰۲۳ به‌عنوان سومین تک‌آهنگ از نیمه‌شب‌ها به رادیوی ایالات متحده ارسال کرد. ریمیکسی با حضور رپر آمریکایی آیس اسپایس در ۲۶ مهٔ ۲۰۲۳ به‌عنوان بخشی از نسخهٔ گستردهٔ نیمه‌شب‌ها منتشر شد.
در متن «کارما»، سوئیفت بیان می‌کند که چطور «کارمای خوب» او، برخلاف بدخواهانش، چیزهای خوبی را در زندگی برایش به ارمغان آورد. از لحاظ موسیقایی، این ترانه دیسکو، الکتروکلش و چیل‌ویو را تلفیق می‌کند و نیز حاوی عناصر تکنو، آلترناتیو راک و موج نو است. ساختار آن با بیت‌ها و سینث‌سایزر‌ها مشخص می‌شود. منتقدان معاصر «کارما» را ترانه‌ای برجسته در نیمه‌شب‌ها می‌دانستند و ساختار درخشان، ملودی کرم گوش، و سبک ترانه‌سرایی مضحک آن را ستایش کردند.
پس از انتشار آلبوم، «کارما» در مناطق مختلف وارد جدول فروش شد و در استرالیا، کانادا و ایالات متحده در میان ۱۰ عنوان برتر جدول قرار گرفت؛ در مالزی، فیلیپین، سنگاپور، اسلواکی و ویتنام به میان ۲۵ عنوان برتر جدول راه یافت. این ترانه در جدول بیلبورد هات ۱۰۰ به رتبه دو و در جدول ۲۰۰تای جهانی بیلبورد به رتبه شش رسید. سوئیفت «کارما» را به‌عنوان ترانهٔ اختتامیهٔ ششمین تور کنسرتی خود، تور دوره‌ها (۲۰۲۳) به‌صورت زنده اجرا کرد.
موزیک ویدئویی برای نسخهٔ ریمیکس این ترانه در ۲۷ مهٔ ۲۰۲۳ منتشر شد. بخشی از نمایش تور دوره‌ها در ۲۶ مه که در ورزشگاه متلایف برگزار شد، شامل حضور آیس اسپایس به‌عنوان مهمان غافلگیرکننده بود که برای نخستین اجرای زندهٔ ریمیکس به او پیوست. این ویدیو که توسط سوئیفت کارگردانی شده‌است، شامل مفاهیم کیهانی و ماورای جوی است که با جلوه‌های دیجیتالی هدایت می‌شود.